# Averdon
Averdon é uma comuna francesa na região administrativa do Centro, no departamento Loir-et-Cher. Estende-se por uma área de 28,68 km². Em 2010 a comuna tinha 707 habitantes (densidade: 24,7 hab./km²).